# Ancylodactylus gigas
Ancylodactylus gigas (лісовий гекон гігантський) — вид геконоподібних ящірок родини геконових (Gekkonidae). Ендемік Нігерії.

## Поширення і екологія
Гігантські лісові гекони є ендеміками плато Джос в центральній Нігерії. Вони живуть в саванах, в тріщинах серед скельних виступів. Зустрічаються на висоті до 1300 м над рівнем моря.